# シャルル・エクスブライヤ
シャルル・エクスブライヤ（Charles Exbrayat, 1906年 - 1989年）は、フランスの小説家。

## 人物
ロワール県サン＝テティエンヌ出身。ニースで大学入試資格試験に合格して医学を学ぶ予定であったが、学校を追放されてリヨンの学校に移った。後にパリで自然科学を学び、教師となった。
第二次世界大戦前は劇作家として活躍し、1941年に最初の小説を発表した。
戦後はジャーナリストや映画脚本家に転向し、1957年に最初の推理小説作品である"Elle avait Trop de Mémoire"を発表して以来、マスク叢書の編集長兼専属作家として約100冊の推理小説を執筆した。
1958年に『パコを憶えているか』("Vous souvenez-vous de Paco ?"）でフランス冒険小説大賞を受賞。

## 主な作品

### 「イモジェーヌ」シリーズ
- 『火の玉イモジェーヌ』 （"Ne vous fâchez pas, Imogène !"（1959）、荒川比呂志訳、早川書房、世界ミステリシリーズ） 1967
- Imogène est de retour (1960)
- 『帰ってきたイモジェーヌ』（"Encore vous, Imogène ?"（1962）、荒川比呂志訳、早川書房、世界ミステリシリーズ） 1968
- 『イモジェーヌに不可能なし』（"Imogène, vous êtes impossible !"（1963）、荒川比呂志訳、早川書房、Hayakawa pocket mystery books） 1972
- Notre Imogène (1969)
- Les Fiançailles d'Imogène (1971)
- Imogène et la Veuve blanche (1975)

### 「ロメオ・タルキニーニ警部」シリーズ
- 『チューインガムとスパゲッティ』（"Chewing-gum et spaghetti"（1960）、堀内一郎訳、読売新聞社、フランス長編ミステリー傑作集2） 1986
- 『ハンサムな狙撃兵』（"Le Plus Beau des bersagliers"（1962）、藤田真利子訳、現代教養文庫） 1995
- 『キャンティとコカコーラ』（"Chianti et Coca-Cola"（1966）、藤田真利子訳、現代教養文庫） 1994
- Le Quintette de Bergame (1967)
- Ces sacrées Florentines (1969)
- La Belle Véronaise (1972)
- Des amours compliquées (1976)
- Mets tes pantoufles, Roméo (1983)

### その他
- 『パコを憶えているか?』（"Vous souvenez-vous de Paco ?"、小島俊明訳、早川書房、世界ミステリシリーズ） 1958
- 『死体をどうぞ』（"Avanti, la mùsica !"、三輪秀彦訳、早川書房、ハヤカワ・ミステリ文庫） 1961
- 『素晴らしき愚か娘』（"Une ravissante idiote"、秘田余四郎訳、早川書房、世界ミステリシリーズ） 1962